# متمپسیکوزیس
مِتِمپسیکوسیس (زبان یونانی: μετεμψύχωσις) تناسخ جان، به‌ویژه تناسخ پس از مرگ است. این اصطلاح از فلسفه یونان باستان گرفته شده‌است، و توسط فیلسوفان مدرن مانند آرتور شوپنهاور، کورت گودل و ماگدالنا ویلابا، دوباره پرداخته شده‌است.